# 賴茨鎮區 (伊利諾伊州格林縣)
賴茨鎮區（英語：Wrights Township）是位於美國伊利諾伊州格林縣的一個行政鎮區。

## 地方資料
根據2010年美國人口普查的數據，賴茨鎮區的面積為93.10平方千米，當中陸地面積為93.10平方千米，而水域面積為0.00平方千米。當地共有人口296人，而人口密度為每平方千米3.18人。